# Sind wir endlich fertig?
Sind wir endlich fertig? (Originaltitel: Are We Done Yet?) ist eine US-amerikanische Filmkomödie aus dem Jahr 2007. Es ist die Fortsetzung des Films Sind wir schon da? und basiert lose auf Nur meiner Frau zuliebe aus dem Jahr 1948.

## Handlung
Suzanne und Nick haben geheiratet und sie ist mit ihren beiden Kindern bei Nick eingezogen. Dessen kleine Wohnung reicht gerade so für alle vier aus. Zusätzliche Mieter dürften allerdings nicht mehr mit hinein. Und so wie es das Schicksal halt will, ist Suzanne von Nick mit Zwillingen schwanger. Glücklicherweise hat Nick etwas Geld beiseitegelegt, als er sein Sportgeschäft verkauft hat, um seine eigene Sportzeitschrift zu veröffentlichen. Er hat auch schon einen Verlag gefunden, der diese veröffentlichen will, sofern die Titelgeschichte um Magic Johnson endlich steht. Doch dummerweise kommt er zuhause nicht wirklich zum Arbeiten, denn die Stiefkinder stören ihn permanent dabei. Also wird der schnelle Entschluss gefasst, dass eine neue Bleibe her muss.
Glücklicherweise kann der Makler Chuck Mitchell ein großes Anwesen im Grünen anbieten. Und nachdem dieses Haus auf den ersten Blick nahezu alle Wünsche erfüllt, kauft es Nick trotz der Bedenken seiner Frau. Als der Umzug ansteht, wollen insbesondere seine beiden Stiefkinder nicht umziehen und sich aus ihrem gewohnten Umfeld reißen lassen. Hätte er auf seine Kinder gehört, wäre ihm vielleicht einiges an Ärger erspart geblieben, aber er setzt seinen Dickschädel durch und alle ziehen um. Als bereits in den ersten Tagen die ersten Schäden am Haus sichtbar werden, ruft Nick den einzigen Handwerker im Ort an, dessen Karte er von Chuck erhalten hat, und ist überrascht, dass es Chuck selbst ist, der ihm anscheinend nicht nur ein marodes Haus verkauft hat, sondern auch noch zu horrenden Preisen als einziger die Sanierung übernehmen will. Doch Nicks Dickschädel verweigert dieses Geschäft und er schickt Chuck von seinem Grundstück.
Anschließend nimmt sich Nick einen nicht lizenzierten Handwerker, der die Hauselektrik billig repariert. Doch am nächsten Tag steht Chuck, diesmal als Vertreter des örtlichen Bauaumts, vor Nicks Tür und will ihm für den nicht fachgerechten Anschluss an das Versorgungsnetz eine Strafe aufbrummen. Doch Nick schafft es gerade noch, dass er Chuck überreden kann, ihn nicht zu bestrafen, und ihn dafür anheuert, das Haus zu sanieren. Und hier gehen die Probleme erst richtig los, denn nicht nur mangelhafte Elektrik, mangelhafte Fußböden, veraltete Rohre, Türen, Fenster und ein Hausschwamm machen ihm dabei zu schaffen, sondern vor allen Dingen Chuck selbst und seine teilweise wirklich blinden Handwerker. Und das führt zu einem Stress, welcher Nick nicht im Geringsten ermöglicht, seine notwendige Titelgeschichte für sein eigenes Magazin zu schreiben, sodass er Gefahr läuft, nicht nur seinen Vorvertrag mit dem Verlag zu verlieren, sondern auch noch den Vorschuss zurückzahlen zu müssen.
Neben dem Baustress regt Nick sich auch darüber auf, dass Chuck nahezu alles kann und weiß. So ist dieser nicht nur Hebamme, Yogalehrer, Paartherapeut, Tiertrainer, Bauunternehmer, Immobilienmakler, Geher bei den Goodwill Games, sondern auch noch ehemaliger Basketballspieler bei den Los Angeles Lakers, der persönlich Magic Johnson kennt, was Nick besonders ärgert, denn schließlich sollte Magic seine Titelgeschichte sein. Diese und viele weitere Talente lassen Chuck gerade bei Nicks Familie besonders sympathisch erscheinen, was dem gestressten Nick auch nicht besonders gut bekommt, weswegen er mit seinem Dickschädel entscheidet, alle zu entlassen und in Ruhe selbst das Haus zu renovieren. Doch da hat er die Rechnung ohne seine Familie gemacht, die zu Chuck hält und demonstrativ ebenfalls aus dem Haus auszieht.
Erst nachdem Nick erfährt, dass Chuck vor einigen Jahren seine innig geliebte Frau verlor und dadurch nicht mehr derselbe sei, versteht er dessen überdrehte Art und entschuldigt sich bei ihm, mit der Bitte, dass er doch auch die Arbeiten beenden kann. Auch Chuck entschuldigt sich bei Nick und meint, dass er seinen guten Freund Magic Johnson gebeten hat, sich doch für ihn zum Interview bereitzustellen. Doch bevor dies alles passieren kann, setzen bei Suzanne die Wehen ein und sie muss die Zwillinge bei sich zu Hause gebären. Leider passiert alles so schnell, dass sie weder ins Krankenhaus gebracht noch ein Arzt hergeholt werden kann und nur Chuck als ausgebildete Hebamme kann die beiden Söhne zur Welt bringen. All dies führt anschließend dazu, dass Nick seinen Frieden mit Chuck und dessen Handwerkern schließt und sich gegen eine weitere Sportzeitschrift und dafür für eine neue Gebäudesanierungszeitschrift mit Magic Johnson und seinen Zwillingen als Titelgeschichte entscheidet.

## Kritiken
Der Film erhielt teilweise vernichtende Kritiken. So zählte die Internetseite Rotten Tomatoes von 93 gewerteten Kritiken lediglich 7 positive, was einem Wert von 6 % entspricht. Allerdings wurde der Film mit gemischten bis teilweise wohlwollenden Reaktionen aufgenommen, denn gleichzeitig werteten 60 % von 200.327 Usern den Film positiv. Dies wiederum wird vom Onlinefilmarchiv IMDb, einer weiteren Plattform, auf der normale User ihre Filmkritiken abgeben können, widerlegt, denn dort stimmten 21.744 User mit den professionellen Kritikern überein und vergaben dem Film miserable 4,2 von 10 möglichen Punkten (Stand: 8. März 2023).
Jeannette Catsoulis von der New York Times befand den Film als eine unkluge Fortsetzung, die als schwache Parabel darauf anspielt, dass man anhand von Renovierungsarbeiten am eigenen Haus bessere Eltern werden kann („ill-advised sequel […] and a feeble fable of better parenting through home improvement.“). Außerdem merkte sie zynisch an, dass sie befürchte, dass Ice Cubes Verwandlung vom harten Rapper zum familienfreundlichen Entertainer in Anspielung auf den Titel des Films bei weitem noch nicht fertig sei. („As for Ice Cube, his transformation from tough-talking rapper to family-friendly entertainer continues. Tempting as it is to inquire, ‘Are we done yet?’ I suspect the answer is no.“)
Neil Smith fasst die Kritik auf bbc.co.uk so zusammen, dass es sich um eine unnötige Fortsetzung handele („A wholly unnecessary sequel“), die definitiv einen fiktiven Preis für den selbstzerstörerischsten Titel gewinnen würde („If they gave out awards for the year’s most self-defeating title, Are We Done Yet? would be hard to beat.“). Allerdings lobte er auch McGinley, der die einzige Trumpfkarte des Films sei und ihn vor dem totalen Verderben rette („McGinley […] is the film’s only trump card, his madcap multi-tasker […] stealing every scene he’s in and leaving the movie’s nominal star for dead.“).

„Harmlose Familienkomödie nach einem Film aus den 1940er-Jahren mit wenig entwickelten Figuren, mäßigem Humorpegel und einer einzigen Paraderolle: der des umtriebigen Maklers und Bauunternehmers, der den gestressten Hausvater zur Weißglut treibt.“

„Während zu Beginn der Bogen des vermeintlich Komischen beharrlich überspannt wird, verschieben Carr und Autor Hank Nelken, dessen Beitrag zu „Zickenterror“ im Vergleich zu diesem Film der gehobenen Humor-Klasse angehört, den Akzent allmählich und wechseln ins Fach der dick aufgetragenen Sentimentalitäten und moralischen Lektionen. […] Der „American Way of Life“, der uns nicht zuletzt durch die Filme Hollywoods oft so attraktiv und verführerisch erscheint, wird unausgegoren und übertrieben porträtiert wie hier unbeabsichtigt zum Schreckgespenst.“

„So ist es schon erstaunlich wie aus dem wirklich unterhaltsamen Vorgänger so ein Vehikel geschaffen wurde. Gäbe es nicht den großartigen (zugegeben am Rande des Overacting spielenden) John McGinley, dann würde Sind wir endlich fertig? eine Tiefstwertung für sich verbuchen müssen. So zieht er den Karren wenigstens noch ein bisschen aus dem Dreck, was jedoch am Gesamteindruck dieses miesen Films nicht viel ändern kann.“

## Produktion
- Laut eigener Aussage war der schwerste Teil des Drehs für Ice Cube die Szene mit dem Kajak, da er es einfach nicht beherrschen konnte und dementsprechend oft umkippte.[8]
- Da John C. McGinley parallel zum Dreh vom Film noch in der Serie Scrubs – Die Anfänger mitspielte, war er permanent zwischen Los Angeles und Vancouver, wo der Film gedreht wurde, unterwegs. Nach eigener Aussage lebte er regelrecht auf dem Hollywood Burbank Airport.[9]
- Nia Longs Rolle wurde im Gegensatz zum Original von Myrna Loy weitaus weniger mürrisch und streitsüchtig angelegt, sondern bewusst als optimistische, freundliche und gelassene Frau konzipiert.[10]
- Zur Kritik, dass er als ehemaliger Gangster-Rapper nun Familienfilme mache, entgegnete Ice Cube, dass er keinen Rapper kenne, der von sich aus böse sei und die Welt regieren wolle. Es sei lediglich Frust, der oft im Hip-Hop mitschwinge. Er selbst kenne niemanden, der sich nicht ein Haus, eine Frau und einige Kinder wünsche.[8]

## Synchronisation
Die deutschsprachige Synchronisation entstand bei der Interopa Film in Berlin nach dem Dialogbuch von Markus Engelhardt unter der Dialogregie von Oliver Rohrbeck.
- Tobias Meister: Ice Cube
- Melanie Pukaß: Nia Long
- Lutz Mackensy: John C. McGinley
- Adak Azdasht: Aleisha Allen
- Sebastian Kluckert: Philip Daniel Bolden
- Filipe Pirl: Tahj Mowry
- Peter Reinhardt: Dan Joffre
- Klaus Lochthove: Pedro Miguel Arce
- Nicolas Böll: Hayes MacArthur

## Auszeichnungen
- Nominierung als Schlechtestes Remake oder billigster Abklatsch der Goldenen Himbeere im Jahre 2008
- Nominierungen sowohl für den besten Film als auch für den besten männlichen Filmstar bei den Kids’ Choice Awards 2008

## Veröffentlichung
Der Film wurde am 4. April 2007 in den USA in 2,877 Kinos veröffentlicht und konnte dabei 14,2 Mio. US-Dollar einspielen. Insgesamt wurden 58,3 Mio. US-Dollar eingespielt, davon allein 49,6 in den Vereinigten Staaten. In Deutschland startete der Film am 23. August 2007 und lockte 23,632 Menschen in die Kinos, was einem Einspielergebnis von ungefähr 116,000 US-Dollar entspricht. Nachdem die DVD in Deutschland ab dem 10. Januar 2008 verkauft wurde, war die Free-TV-Premiere am 20. Februar 2010 auf ProSieben.